# Kabinett Schwabe/Hustaedt I
Das Kabinett Schwabe/Hustaedt I bildete vom 2. August 1923 bis zum 26. Juli 1927 die Landesregierung von Mecklenburg-Strelitz.
Die Ernennung des Staatsministeriums erfolgte am 2. August 1923. Am 26. Juli 1927 trat das Staatsministerium zurück.
| Amt | Name              | Partei |
| --- | ----------------- | ------ |
| Abteilung I: Abteilung des Innern mit Unterabteilungen und Siedlungsamt1                                                      | Karl Schwabe      | DNVP   |
| Abteilung II: Abteilung für Finanzen, Domänen, Forsten und Bauten, Justiz, Kultus, Unterrichts- und Medizinalangelegenheiten1 | Roderich Hustaedt | DDP    |

1 Die Unterabteilung für Medizinalangelegenheiten ging am 3. Juli 1924 von Hustaedt auf Schwabe über.